# Craigia kwangsiensis
Craigia kwangsiensis är en malvaväxtart som beskrevs av Hsiang Hao Hsue. Craigia kwangsiensis ingår i släktet Craigia och familjen malvaväxter. Inga underarter finns listade i Catalogue of Life.